# Le Mas-d'Artige
 Le Mas-d’Artige  es una comuna (municipio) de Francia, en la región de Lemosín, departamento de Creuse, en el distrito de Aubusson y cantón de La Courtine.
Su población en el censo de 1999 era de 110 habitantes.
Está integrada en la Communauté de communes des Sources de la Creuse.

## Demografía
| 110 | 145 | 110 | 92 | 84 | 110 |
| Para los censos de 1962 a 1999 la población legal corresponde a la población sin duplicidades (Fuente: INSEE [Consultar]) |     |     |    |    |     |